# آلن جیمز
آلن جیمز (انگلیسی: Alan James; ۲۳ مارس ۱۸۹۰ – ۳۰ دسامبر ۱۹۵۲) کارگردان فیلم، فیلم‌نامه‌نویس، و تدوین‌گر اهل ایالات متحده آمریکا بود.